# Kleingartengesetz
Das österreichische Kleingartengesetz regelt Pachtverträge über Kleingärten sowie die Rechtsstellung von Kleingärtnervereinen und Verbänden der Kleingärtnervereine.
Ergänzend haben einige Bundesländer Kleingartengesetze erlassen, so zum Beispiel Wien oder Niederösterreich.

## Definitionen
Kleingärten sind Grundstücke (Grundstücksteile) im Ausmaße von mehr als 120 m² und höchstens 650 m², die der nicht erwerbsmäßigen Nutzung oder der Erholung dienen. Kleingärten können innerhalb oder außerhalb einer Kleingartenanlage liegen.
Nicht vom Gesetz betroffen sind:
- Kleingärten auf Eigengrund
- land- oder forstwirtschaftlichen Betriebe
- Einzelpachtverträge in kleinen Gemeinden oder
- Kleingärten, die gegen jederzeitigen Widerruf zur Nutzung überlassen werden

## Pachtvertrag
Für den Pachtvertrag gelten folgende Vorschriften:
- Pachtverträge können auf unbestimmte oder bestimmte Zeit (mindestens 10 Jahre) abgeschlossen werden.
- Es darf je Bundesland nur ein Pachtvertrag abgeschlossen werden
- Dem Kleingärtner ist die Weiterverpachtung des Kleingartens nicht gestattet

Es werden
- Generalpachtverträge
- Unterpachtverträge
- Einzelpachtverträge

unterschieden.

## Ersatz bei Beendigung des Pachtvertrags
Bei Beendigung des Unterpachtverhältnisses kann der Unterpächter vom Generalpächter den Ersatz für die von ihm gemachten Aufwendungen beanspruchen. Dies gilt für die zur kleingärtnerischen Nutzung notwendigen Pflanzungen sowie die Gebäude, wenn diese den Bauvorschriften entsprechend errichtet worden sind.

## Kleingärtnervereine und Verbände der Kleingärtnervereine
Kleingärtnervereine und Verbände der Kleingärtnervereine sind Vereine, denen die Förderung des Kleingartenwesens und die Wahrung der darauf bezüglichen Interessen ihrer Mitglieder statutengemäß obliegt.

## Konsolidierte Fassungen der Rechtsquellen
- Kleingartengesetz, konsolidierte Fassung im Rechtsinformationssystem des Bundes
- Wiener Kleingartengesetz 1996, konsolidierte Fassung im Rechtsinformationssystem des Bundes
- Niederösterreichisches Kleingartengesetz, konsolidierte Fassung im Rechtsinformationssystem des Bundes